# Emilia Guiú
Emilia Guiú (Manresa, Barcelona, 21 de marzo de 1922-San Diego, 7 de febrero de 2004) fue una actriz española que trabajó en la época de oro del cine mexicano. Generalmente interpretó papeles de villana y de mujer fatal, gracias a los cuales logró un rotundo éxito.

## Biografía
Emilia Guiú Estivella nace el 21 de marzo de 1922 en Manresa, capital de la comarca del Bages en Barcelona, España, hija de Pascual Guiú, quien se opone a la dictadura de Francisco Franco durante la guerra civil española y Carmen Estivella, es por esto que ella y su hermana Serafina deciden emigrar a Francia, donde Emilia conoce a quien sería su primer esposo: Manuel Suárez Ballesteros, con quien tiene a su hijo Emmanuel. Poco después de entrar como refugiada a México, a donde llega a Veracruz, en el barco Nyassa el 16 de octubre de 1942, ya en la Ciudad de México, se entera de que un director de cine español (Jaime Salvador) contrata a emigrantes como extras para ayudarles a salir adelante.
Transcurrieron apenas dos años desde su incursión como extra, cuando la actriz contratada para hacer el personaje femenino principal de la película Nosotros (1945) con Ricardo Montalbán, no pudo presentarse a rodar, es entonces que Guiú, convence al director de que se sabía el papel y así logra conseguir su primer protagónico, enseguida consigue trabajar con el máximo cómico de entonces: Mario Moreno “Cantinflas” en Soy un prófugo (1946), luego junto a Víctor Manuel Mendoza y Ramón Armengod actúa en Pervertida (1946), primera película con título sugerente en la que participa y con el tipo de papel que habrían de encasillarla, tanto que se decía que su participación en alguna película daba la clave del tema de que trataba con sólo verla encabezar el reparto.
Ya consolidada y convertida en una figura conocida, participa en cintas como: Bel ami (1947), junto a Andrea Palma, Gloria Marin y su paisano Armando Calvo, El niño perdido (1947), con Germán Valdés “Tin Tan”, Pecadora (1947), con Ninón Sevilla en la que, según crónicas de la época, Guiú debió sentir un raudo arrepentimiento de concederle la oportunidad a Sevilla, pues la crítica anotó que en esa intervención Sevilla conseguía su consagración, aunque Emilia consiguió nuevos triunfos con Angelitos negros (1948), al lado de Pedro Infante. 
En 1949, el director José Díaz Morales la lleva a protagonizar en su país natal: Paz, pero su vida ya hecha en México, la hacen volver inmediatamente, siguiendo su carrera con gran éxito, en películas de gran taquilla como: Quinto patio (1950) con Emilio Tuero, Furia roja (1951), con Arturo de Córdova y Sara Montiel, Los amantes (1951), con David Silva, Luis Aldás y Rodolfo Acosta, La extraña pasajera (1953) con Víctor Manuel Mendoza y Tito Junco, De ranchero a empresario (1954) con Tito Guízar y Pancho Villa y la valentina (1958) con Pedro Armendáriz, Elsa Aguirre y Carlos López Moctezuma.
En México, Emilia se casó con Enrique de la Concha, y posteriormente con el doctor Guillermo Méndez, con quien tuvo a su hijo, el compositor y productor Memo Méndez Guiú, de los dos se divorció. En 1958, dejó todo atrás para casarse con Abraham Piceno, con quien se fue a residir en Estados Unidos, estuvieron juntos durante 32 años hasta que Piceno falleció en 1990, él fue quien la convenció de dejar su carrera a finales de los 50, a la cual sólo regresó en los 80 para hacer participaciones especiales en 4 películas. En 1993 publicó sus memorias con el título de “Una estrella al desnudo”. 
En el año 2000 actúa en la telenovela Abrázame muy fuerte, pero el ritmo de trabajo de la televisión no le gustó y decide dejar el proyecto, inventando que su prometido (William Hieb) le había dado un ultimátum, salir de la telenovela y volver, o perderlo. Ella les dijo que estaba eligiendo el amor y los escritores de la telenovela mataron a su personaje, volvió a San Diego, California, en donde residía últimamente, ahí se sometió a varias operaciones, pero empezó a sentirse más débil y finalmente fue diagnosticada con cáncer en el hígado, enfermedad por la que muere el 7 de febrero de 2004, tenía casi 82 años, sus cenizas se esparcieron por las tierras del norte de su patria adoptiva, dejando en voz de sus hijos el mensaje: "Dile a México que lo amo, y que le agradezco tantos años felices, de amor, de una carrera y una vida maravillosa".

## Filmografía
- Flor silvestre (1943)
- El rebelde (1943)
- ¡Viva mi desgracia! (1944)
- El herrero (1944)
- La vida inútil de Pito Pérez (1944)
- Nana (1944)
- El rosario (1944)
- El médico de las locas (1944)
- El abanico de Lady Windermere (1944)
- El rey se divierte (1944)
- Nosotros (1945)
- Club verde (en México, Recuerdo de un vals) (1945)
- Soy un prófugo (1946)
- Amar es vivir (1946)
- Pervertida (1946)
- Nuestros maridos (1946)
- Mujer contra mujer (1946)
- Bel Ami (en México, El buen mozo o La historia de un canalla) (1947)
- El niño perdido (1947)
- Pecadora (1947)
- La mujer del otro (1948)
- Matrimonio sintético (1948)
- Enrédate y verás (1948)
- Angelitos negros (1948)
- Paz (1949)
- Carta Brava (1949)
- Dos almas en el mundo (1949)
- Mujeres en mi vida (1950)
- Quinto patio (1950)
- Huellas del pasado (1950)
- Furia roja (1951)
- Una viuda sin sostén (1951)
- Buenas noches mi amor (1951)
- Los amantes (1951)
- Monte de piedad (1951)
- Puerto de tentación (1951)
- Radio patrulla (1951)
- Mujeres de teatro (1951)
- Paco el elegante (1952)
- La noche es nuestra (1952)
- Vive como sea (1952)
- Prefiero a tu papá (1952)
- ¡Amor, qué malo eres! (1953)
- La extraña pasajera (1953)
- El último round (1953)
- Píntame angelitos blancos (1954)
- Solamente una vez (1954)
- Sindicato de telemirones (1954)
- De ranchero a empresario (1954)
- Maternidad imposible (1955)
- Ladrones de niños (1958)
- Mujeres encantadoras (1958)
- Señoritas (1959)
- Siete pecados (1959)
- Pancho Villa y la Valentina (1960)
- Confidencias matrimoniales (1961)
- Las modelos de desnudos (1983)
- Cacería de un criminal (1984)
- Corrupción (1984)
- Siempre en domingo (1984)

## Telenovelas
- Abrázame muy fuerte (2000) - Flora Falcón vda. de Bravo